# Čížov (Chabeřice)
Čížov (německy Tschischow) je malá vesnice, část obce Chabeřice v okrese Kutná Hora. Nachází se asi dva kilometry západně od Chabeřic. Leží na pravém břehu Sázavy. Prochází tudy železniční trať Čerčany – Světlá nad Sázavou.
Čížov leží v katastrálním území Chabeřice o výměře 7,96 km².

## Historie
První písemná zmínka o vesnici pochází z roku 1417.

## Fotogalerie

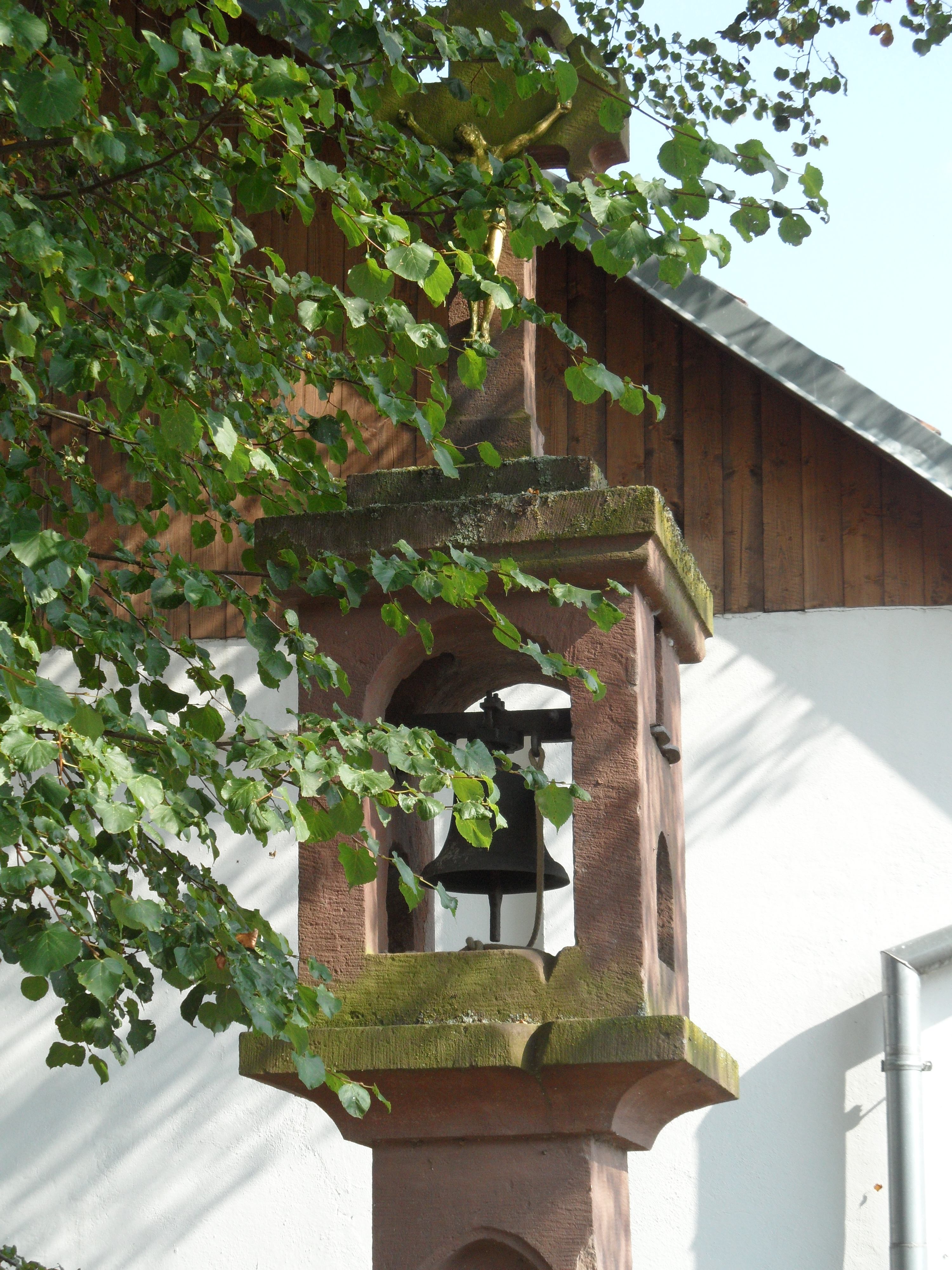
Zvonička
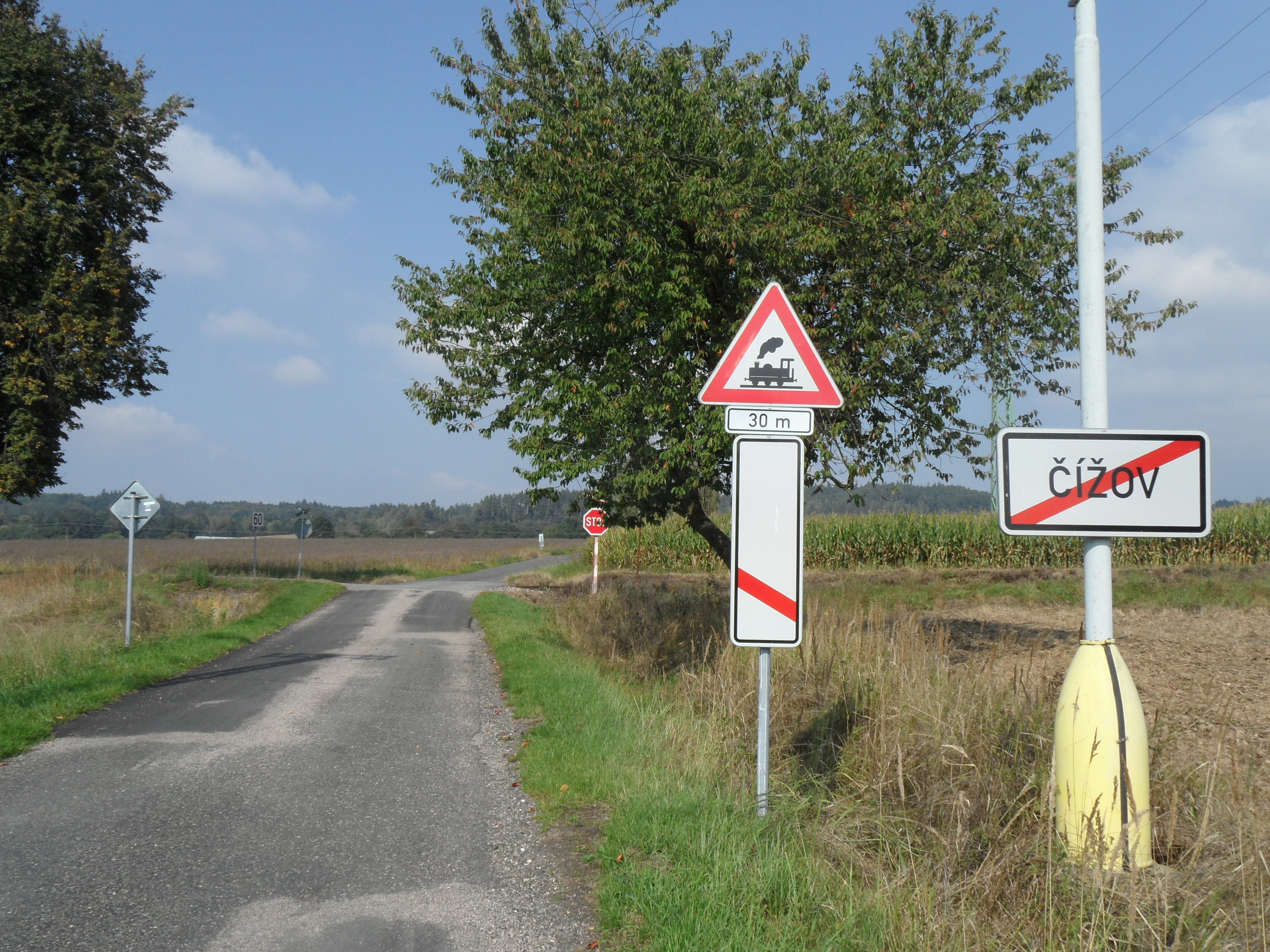
Výjezd z vesnice
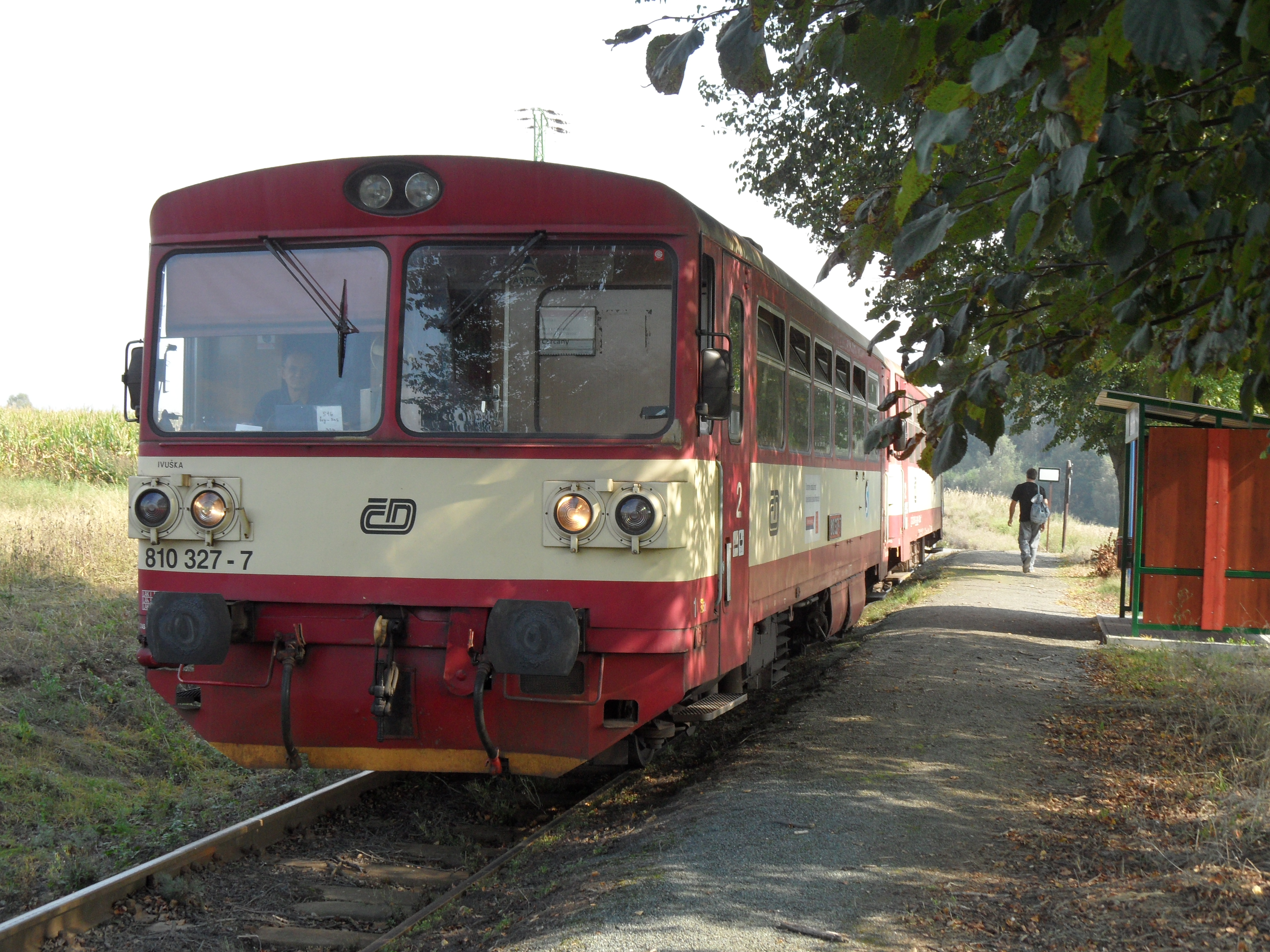
Vlak v zastávce Čížov